# (11997) Fassel
(11997) Fassel est un astéroïde de la ceinture principale.

## Description
(11997) Fassel est un astéroïde de la ceinture principale. Il fut découvert le 18 décembre 1995 à Kitt Peak par le projet Spacewatch. Il présente une orbite caractérisée par un demi-grand axe de 3,01 UA, une excentricité de 0,07 et une inclinaison de 9,3° par rapport à l'écliptique.

## Compléments